# Ramona Brussig
Ramona Brussig (Leipzig, 20 de maio de 1977) é uma judoca paralímpica alemã.

## Biografia

### Primeiros anos
Ramona nasceu na cidade de Leipzig e tem uma deficiência visual que a obriga a competir em provas de classificação B2 [en]. Brussig tem uma irmã gémea idêntica,  Carmen Brussig, também ela uma judoca deficiente visual vencedora de uma medalha de ouro, que nasceu 15 minutos antes dela. Brussig começou a treinar em 1986, com nove anos, e estreou-se na seleção principal em 1998, nos Jogos Mundiais de Madrid. Embora a irmã viva na Suíça, as duas gostam de se encontrar e treinar juntas sempre que podem. Dizem que não têm qualquer sentimento de rivalidade, uma vez que competem em diferentes categorias de peso.

### Carreira
Brussig ganhou o ouro no escalão de peso inferior a 57 kg nos Jogos Paralímpicos de Verão de 2004 em Atenas, na Grécia, os seus primeiros Jogos Paralímpicos, contra a judoca espanhola Marta Arce Payno. Em sua segunda participação olímpica, nos Jogos Paralímpicos de Verão de 2008, realizado em Pequim, na China, ganhou a prata, sendo derrotada na final para chinesa Wang Lijing [en] na final. Brussig e Wang desceram uma classe de peso para menos de 52 kg nos Jogos Paralímpicos de verão de 2012, em Londres, e voltaram a encontrar-se na final. Desta vez, Brussig triunfou, voltando para casa com o ouro. No Rio de Janeiro, nos Jogos Paralímpicos de Verão de 2016, terminou como segunda classificada contra a judoca francesa Sandrine Martinet [en], o que lhe valeu uma medalha de prata. Ao longo da sua carreira, Brussig ganhou quatro títulos mundiais e seis títulos europeus.
Nos Jogos Paralímpicos de Verão de 2020, realizado no ano seguinte, devido aos impactos da pandemia de COVID-19, em Tóquio no Japão, Ramona terminou em quarto lugar após ser derrotada pela ucraniana Nataliya Nikolaychyk.
Em sua sexta participação em Jogos Paralímpicos, realizados em Paris, na França, não avançou da primeira etapa após ser derrotada pela judoca turca Döndü Yeşilyurt [en].
Brussig trabalha para a associação desportiva de Meclemburgo-Pomerânia Ocidental, um estado localizado ao norte da Alemanha.

## Resultados em competições
Resultados de Ramona:
Jogos Paralímpicos
- 2020 - 4º lugar
- 2016 - 2º lugar
- 2012 - 1º lugar
- 2008 - 2º lugar
- 2004 - 1º lugar

Campeonato Mundial
- 2014 - 2º lugar
- 2011 - 3º lugar
- 2010 - 1º lugar
- 2007 - 3º lugar individual e time
- 2006 - 1º lugar individual e time

Campeonato Europeu
- 2013 - 1º lugar
- 2011 - 3º lugar
- 2009 - 1º lugar
- 2007 - 1º lugar individual e time
- 2005 - 1º lugar individual e time
- 2001 - 1º lugar equipe
- 1999 - 1º lugar equipe

Campeonato alemão
- 2014 - 1º lugar
- 2011 - 1º lugar
- 2009 - 1º lugar
- 2008 - 1º lugar
- 2007 - 1º lugar
- 2006 - 1º lugar
- 2005 - 1º lugar
- 2003 - 1º lugar
- 2002 - 1º lugar
- 2001 - 1º lugar
- 2000 - 1º lugar
- 1999 - 1º lugar